# Les Rapaces (film, 1997)
Pour les articles homonymes, voir Les Rapaces et Rapace (homonymie).
Pour plus de détails, voir Fiche technique et Distribution.
Les Rapaces (Top of the World) est un film américain réalisé par Sidney J. Furie, sorti en 1997.

## Synopsis
Un couple en instance de divorce touche le jackpot à Las Vegas alors que celui-ci est victime d'un casse. La police croit qu'ils ont organisé une diversion.

## Fiche technique
- Titre : Les Rapaces
- Titre original : Top of the World
- Réalisation : Sidney J. Furie
- Scénario : Bart Madison
- Musique : Robert O. Ragland
- Photographie : Alan Caso
- Montage : Alain Jakubowicz
- Production : Avi Lerner et Elie Samaha
- Société de production : Millennium Films
- Pays :  États-Unis
- Genre : Action et thriller
- Durée : 100 minutes
- Dates de sortie : 
  -  Hongrie : 10 septembre 1997
  -  États-Unis : 29 septembre 1998

## Distribution
- Peter Weller : Ray Mercer
- Dennis Hopper : Charles Atlas
- Tia Carrere : Rebecca Mercer
- David Alan Grier : le détective Augustus
- Joe Pantoliano : Vince Castor
- Cary-Hiroyuki Tagawa : le capitaine Hefter
- Peter Coyote : Doc « le Boucher »
- Julie McCullough : Ginger
- Martin Kove : Carl
- Kevin Bernhardt : Dean
- Eddie Mekka : Joe Burns
- Derek Anunciation : Fredo
- Dell Yount : Mac
- Alexander Mervin : Benny
- Michael DeLano (en) : le lieutenant De Rosa
- Gavan O'Herlihy : le lieutenant Logan
- Paul Herman : le valet
- Ed Lauter : Mel Ridgefield
- Larry Manetti : Morgan
- Sly Smith : Fipps
- Frank Patton III : Franco

## Accueil
Le film a été noté 2/5 par AllMovie.